# Старая Песочная
Старая Песочная (укр. Стара Пісочна) — село в Городокском районе Хмельницкой области Украины.
Население по переписи 2001 года составляло 686 человек. Почтовый индекс — 32062. Телефонный код — 3251. Занимает площадь 2,459 км². Код КОАТУУ — 6821287801.

## Местный совет
32063, Хмельницкая обл., Городокский р-н, с. Старая Песочная